# 西斯德哥爾摩 (紐約州)
西斯德哥爾摩（英語：West Stockholm）是位於美國紐約州聖羅倫斯縣的非建制地區。

## 歷史
西斯德哥爾摩的郵局自1825年營運至今。

## 地理
西斯德哥爾摩所處的海拔為高於海平面117米（即384英呎），而該地所採用的時區為UTC-5，即北美东部时区（EST）。同時該地設有夏令時間，為UTC-5調快一小時，即UTC-4（EDT）。